# Власов, Юрий Васильевич
Юрий Васильевич Власов (22 июня 1961, Прикумск, Ставропольский край — 9 января 2019, Владимир) — экономист, первый губернатор Владимирской области (с 1991 по 1996 годы). Академик Всероссийской академии инвестиций в экономике и строительстве.

## Биография
Родился 22 июня 1961 года в Прикумске Ставропольского края.
Окончил Московский институт управления в 1983 году, аспирантуру в 1988 году, кандидат экономических наук.
С 1983 по 1985 год — экономист Пятигорского домостроительного завода. С 1985 по 1986 год — научный сотрудник отдела экономических исследований НИИ (г. Владимир). С 1988 года — младший научный сотрудник Всесоюзного научно-исследовательского ящурного института (г. Владимир).
В 1990 году был избран депутатом Владимирского областного Совета. В сентябре 1991 года был назначен заместителем председателя Исполкома Владимирского городского Совета, затем — 25 сентября — главой администрации Владимирской области. В декабре 1993 года был избран депутатом Совета Федерации первого созыва, был членом Комитета Совета Федерации по бюджету, финансовому, валютному и кредитному регулированию, денежной эмиссии, налоговой политике и таможенному регулированию. В январе 1996 года вошёл в состав Совета Федерации РФ второго созыва по должности, был членом Комитета по вопросам экономической политики, затем членом Комитета по вопросам социальной политики.
В декабре 1996 года проиграл выборы на пост губернатора Владимирской области Николаю Виноградову, набрав 21 % голосов.
С 1997 по 2001 год работал заместителем начальника Главного управления Банка России по Владимирской области. В 2000 году вновь баллотировался на пост губернатора Владимирской области, занял второе место, набрав 15,96 % голосов.
С 2001 по 2003 год — научный консультант, и. о. директора ВНИИ Минсельхоза России.
С 2004 по 2006 год — руководитель региональных программ Института экономики города (г. Москва).
С 2007 по 2010 г.г. — проректор института «Международный финансовый центр», заведующий кафедрой государственного и муниципального управления
С 2010 года до конца жизни — директор программ повышения квалификации для государственных и муниципальных служащих Российской академии народного хозяйства и государственной службы при Президенте РФ.

## Семья
Был женат, имел дочь.